# Javier Fernández López (Eiskunstläufer)
Javier Fernández López (* 15. April 1991 in Madrid) ist ein ehemaliger spanischer Eiskunstläufer, der im Einzellauf startete. Er ist der Weltmeister von 2015 und 2016 sowie der Europameister von 2013, 2014, 2015, 2016, 2017, 2018 und 2019.

## Persönliches
Javier Fernández wurde am 15. April 1991 in Madrid geboren. Sein Vater Antonio ist Marineoffizier und seine Mutter Enriqueta ist Briefträgerin. Seine ältere Schwester Laura hat als Eiskunstläuferin an zwei Weltmeisterschaften teilgenommen.
Er ist seit Herbst 2014 mit der ehemaligen japanischen Eiskunstlauf-Weltmeisterin Miki Andō liiert.
Fernández interessiert sich neben dem Eiskunstlaufsport für Fußball und Tennis. Sein Lieblingsverein ist Real Madrid.

## Karriere

### Anfänge
Javier Fernández López begann im Alter von sechs Jahren mit dem Eiskunstlaufen, kurz nachdem seine Schwester Laura professionellen Unterricht genommen hatte. Seinen ersten dreifachen Sprung, einen Salchow, stand er im Alter von zwölf Jahren. Mit 16 Jahren schaffte er es als erster Spanier einen dreifachen Axel zu springen.
Er wurde anfänglich von Ivan Saez und Carolina Sanz in Madrid, später bis Sommer 2011 dann von Nikolai Morosow in Hackensack, Moskau und Daugavpils trainiert.
Nachdem Fernández schon 2006 den zweiten Platz bei den Landesmeisterschaften der Senioren belegte, sicherte er sich 2007, 2008 und 2009 jeweils den spanischen Meistertitel der Junioren und 2010 erstmals den spanischen Meistertitel der Senioren.
Im Jahr 2007 hatte Fernández sein Debüt bei Welt- und Europameisterschaften, das er auf Platz 35 bzw. 28 abschloss. Seitdem verbesserte er seine Leistungen und Platzierungen kontinuierlich. 2008 belegte er bei den Weltmeisterschaften den 30. Platz und bei den Europameisterschaften den 17. Platz. 2009 wurde er 19. bei den Weltmeisterschaften und Elfter bei den Europameisterschaften.

### Saison 2009/2010
In der Saison 2009/2010 nahm Fernández den vierfachen Toeloop in sein Repertoire auf und debütierte bei einem Grand-Prix-Wettbewerb, namentlich der Trophée Eric Bompard, die er auf dem elften Platz beendete. Seine Kür lief er in dieser Saison, wie auch der nächsten, als Pirat zur Filmmusik der Reihe Pirates of the Caribbean.

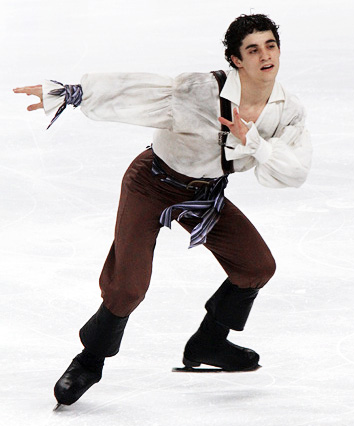
Fernández bei seiner WM-Kür 2010, zur Filmmusik von Pirates of the Caribbean

Bei den Europameisterschaften 2010 in Tallinn, erreichte er den achten Platz und kam damit erstmals unter die Top Ten bei diesem Turnier. Wenige Wochen später wurde er in Vancouver bei seinen ersten Olympischen Spielen 14. Seit Darío Villalba 1956 war er der erste spanische Eiskunstläufer, der sich für Olympische Spiele qualifizieren konnte. Erneut verbessert zeigte sich Fernández López bei den Weltmeisterschaften 2010 in Turin mit dem zwölften Platz. Nach dem Kurzprogramm noch Dreizehnter, schob er sich als Zehnter in der Kür noch um einen Platz im Endklassement nach vorne. Dabei stellte er eine neue persönliche Bestleistung von 215,66 Punkten auf.

### Saison 2010/2011
Fernández begann die Saison mit Grand-Prix-Auftritten bei Skate Canada (fünfter Platz) und dem Cup of Russia (neunter Platz).
In der Aufwärmphase der spanischen Meisterschaften schnitt sich Fernández seine Hand auf und musste 20 Minuten behandelt werden. Dadurch hatte er keine Zeit sich genügend aufzuwärmen und war von der Verletzung geschwächt. Somit konnte er seinen Titel nicht verteidigen. Javier Raya wurde spanischer Meister. Beide Spanier konnten jedoch zu den Europameisterschaften gehen, da Fernández mit seiner Platzierung im Vorjahr selbst zwei Startplätze erkämpft hatte.
Bei den Europameisterschaften 2011 in Bern konnte er sich nach zwei Stürzen im Kurzprogramm erstmals in seiner Karriere gegenüber dem Vorjahr nicht verbessern. Er wurde Neunter. Eine Verbesserung gelang ihm allerdings erneut bei den Weltmeisterschaften in Moskau, wo er den zehnten Platz belegte und mit 218,26 Punkten seine persönliche Bestleistung übertraf. Dabei zeigte er in seiner Kür erstmals überhaupt zwei Vierfachsprünge (Toeloop und Salchow) und verbesserte sich nach dem Kurzprogramm um vier Plätze. Nur Patrick Chan und Michal Březina hatten in ihrer Kür ebenfalls zwei vierfache Sprünge präsentiert.

### Saison 2011/2012
Im Juni 2011 beendete Fernández die Zusammenarbeit mit Nikolai Morosow, da dieser sich seiner Meinung nach zu sehr auf seinen Schüler Florent Amodio konzentrierte und begann bei Brian Orser in Kanada zu trainieren. Seine Choreografen sind David Wilson und Jeffrey Buttle.

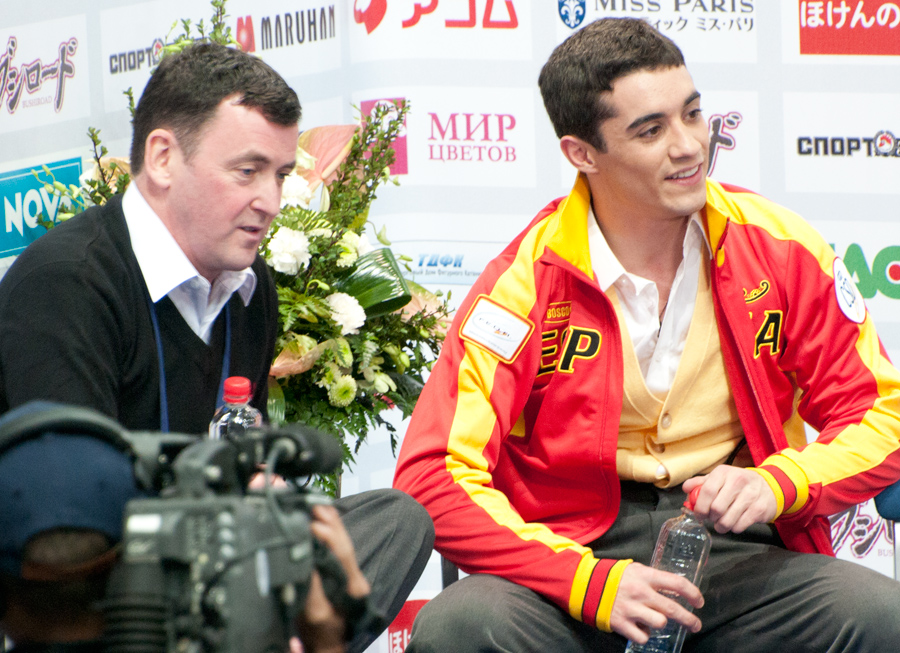
Fernández mit Trainer Brian Orser beim Cup of Russia 2011

Am 29. Oktober 2011 gewann Fernández mit Silber bei Skate Canada seine erste Medaille bei einem Grand-Prix-Wettbewerb. Dabei gewann er das Kurzprogramm vor dem amtierenden Weltmeister und Lokalmatadoren Patrick Chan, wurde in der Kür Zweiter hinter ihm und erreichte eine Gesamtpunktzahl von 250,33 Punkten, die eine Steigerung seiner bisherigen Bestleistung von rund 32 Punkten darstellte. Fernández verwies den Weltmeister von 2010, Daisuke Takahashi, auf den Bronzerang und musste sich Weltrekordhalter Chan lediglich um rund drei Punkte geschlagen geben.
Bei seinem zweiten Grand-Prix-Auftritt verpasste Fernández am 26. November 2011 beim Cup of Russia seinen ersten Grand-Prix-Sieg um nur 0,03 Punkte gegenüber Yuzuru Hanyū. Er qualifizierte sich jedoch erstmals für das Grand-Prix-Finale. Dort gewann er am 10. Dezember bei seinem Debüt sogleich die Bronzemedaille.
Nach dem starken Saisonbeginn verlor Fernández allerdings mit Beginn des Jahres die Sicherheit, besonders was den dreifachen Axel anging. Dennoch erreichte er sowohl bei den Europameisterschaften als auch den Weltmeisterschaften seine besten Karriereergebnisse. Die Europameisterschaften beendete er auf dem sechsten Platz. Bei den Weltmeisterschaften in Nizza erreichte er mit dem neunten Platz erstmals ein einstelliges Ergebnis bei Weltmeisterschaften, dennoch überwog nach der Kür die Enttäuschung. Nach dem Kurzprogramm hatte Fernández noch auf dem fünften Platz gelegen. Gedanken über seine verlorene Sicherheit beim Axel nannte er als möglichen Grund für die fehlerbehaftete Kür.

### Saison 2012/2013

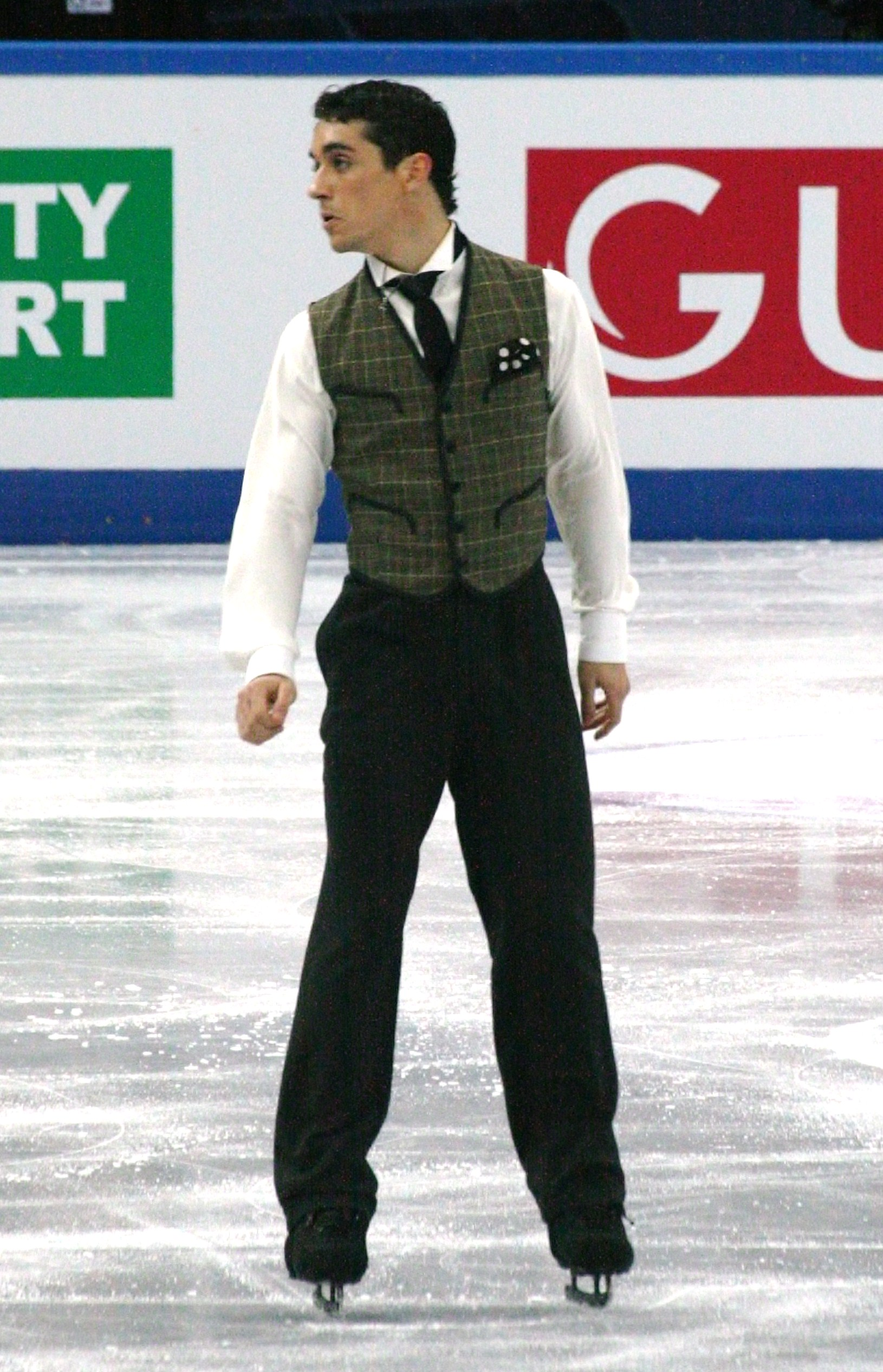
Fernández beim Grand-Prix-Finale 2012/13 mit seiner Charlie-Chaplin-Kür

Seinen ersten Grand-Prix der Saison bestritt Fernández, wie schon im Vorjahr, bei Skate Canada. Erneut gelang ihm in Kanada eine starke Vorstellung. Nach dem Kurzprogramm zur Filmmusik von Die Maske des Zorro lag er bereits mit neuer persönlicher Bestleistung in Führung. Im Unterschied zum Vorjahr gab er diese Führung in der Kür zu einem Charlie-Chaplin-Medley jedoch nicht wieder ab. Zwar stürzte er bereits beim ersten Sprung, dem ersten von drei geplanten Vierfachsprüngen, erholte sich davon jedoch sofort wieder und zeigte einen kraftvollen vierfachen Salchow und dreifachen Axel. In der zweiten Hälfte der Kür folgten eine Vierfach-Toeloop-Doppel-Toeloop-Kombination und eine Dreifach-Flip-Thorén-Dreifach-Salchow-Kombination sowie drei weitere Dreifachsprünge. Außerdem bekam er Level-4-Bewertungen für seine Fußtechnik.
Dies bedeute auch in der Kür eine neue persönliche Bestleistung für Fernández. Damit fügte der Spanier dem Weltmeister und Lokalmatadoren Patrick Chan seine erste Einzelniederlage seit zwei Jahren zu und gewann seine erste Goldmedaille und die erste für sein Land bei einem Grand-Prix-Wettbewerb im Eiskunstlauf. Dabei verbesserte er seine persönliche Bestleistung in beiden Segmenten auf 253,94 Punkte.
Fernández’ zweiter Grand-Prix-Wettbewerb war die NHK Trophy. Dort verpasste er als Vierter das Podium aufgrund fehlerbehafteter Darbietungen. Dies änderte jedoch nichts an der Qualifikation für das Grand-Prix-Finale in Sotschi, als einziger Europäer im Feld. Nach dem Kurzprogramm hatte Fernández auf Platz fünf gelegen, zeigte jedoch die beste Kür des Feldes. Dabei gelang ihm die erfolgreiche Landung von drei Vierfachsprüngen, zwei Salchows und einem Toeloop. Nach Brian Joubert (zwei Toeloops und einen Salchow beim Cup of Russia 2006) war er erst der zweite Europäer, der dies schaffte und der erste, der dies in einer Vierfach-Dreifach-Kombination zeigte. Mit 178,43 Punkten in der Kür und 258,62 Punkten in der Gesamtleistung erzielte Fernández persönliche Bestleistungen. Am Ende fehlten ihm 0,04 Punkte auf die Bronzemedaille.

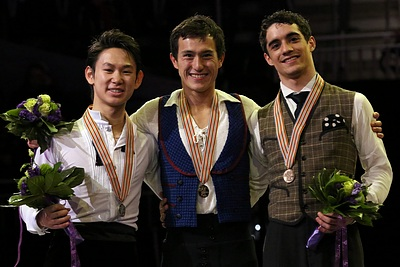
Fernández auf dem Podium den Weltmeisterschaften 2013 neben Denis Ten und Patrick Chan

Bei den Europameisterschaften in Zagreb schrieb Fernández Geschichte, als er als erster Spanier eine Medaille bei einer ISU-Meisterschaft gewann und zwar gleich die goldene. In der stimmungsvollen Kür zu seinem Charlie-Chaplin-Medley zeigte er drei vierfache Sprünge, einen Toeloop und zwei Salchows. Am Ende bekam er dafür eine persönliche Bestmarke von 186,07 Punkte und blieb damit nur knapp zwei Punkte unter dem Weltrekord von Patrick Chan. In der Gesamtleistung brachte es der Spanier auf 274,87 Punkte, die dritthöchste bis dahin erreichte Gesamtpunktzahl nach Chan und Daisuke Takahashi. Am Ende gewann Fernández den Titel mit über 24 Punkten Vorsprung vor dem zweitplatzierten Florent Amodio. Dies bedeutete den größten Vorsprung eines Europameisters seit Einführung des neuen Wertungssystems im Jahr 2005.
Bei den Weltmeisterschaften im kanadischen London gewann Fernández mit Bronze seine erste Medaille bei Weltmeisterschaften und damit zugleich die erste für Spanien. Dies gelang ihm trotz Fehlern in Kurzprogramm und Kür, wo er sich als jeweils Siebter und Vierter platzierte.

### Saison 2013/2014
In seine zweite olympische Saison startete Fernández mit einem fünften Platz bei der NHK Trophy und einem dritten Platz beim Cup of Russia. Hierbei ließ er die gewohnte Konstanz bei seinen Sprüngen vermissen und verpasste nach zwei aufeinanderfolgenden Teilnahmen die Qualifikation für das Grand-Prix-Finale.
Bei den Europameisterschaften in Budapest zeigte sich Fernández wieder verbessert und verteidigte seinen Titel vom Vorjahr souverän, indem er das Kurzprogramm und die Kür für sich entscheiden konnte.
Seine zweiten Olympischen Spiele begannen für Fernández in Sotschi als Fahnenträger seines Landes bei der Eröffnungsfeier. Im Wettbewerb selbst verpasste er als Vierter eine Medaille um etwas mehr als einen Punkt. Nach dem Kurzprogramm hatte Fernández noch auf dem Bronzerang gelegen, machte aber nach einem guten Auftakt letztlich zu viele Fehler in seiner Kür.
Bei den Weltmeisterschaften in Saitama gelang Fernández im Kurzprogramm mit 96,42 Punkten eine neue persönliche Bestleistung. Auch die Kür begann für den Spanier vielversprechend, im weiteren Verlauf leistete er sich jedoch einen Fehler zu viel für den Weltmeistertitel. Am Ende stellte er mit 275,93 eine neue persönliche Bestleistung in der Gesamtleistung auf und errang wie im Vorjahr die Bronzemedaille.

### Saison 2014/2015

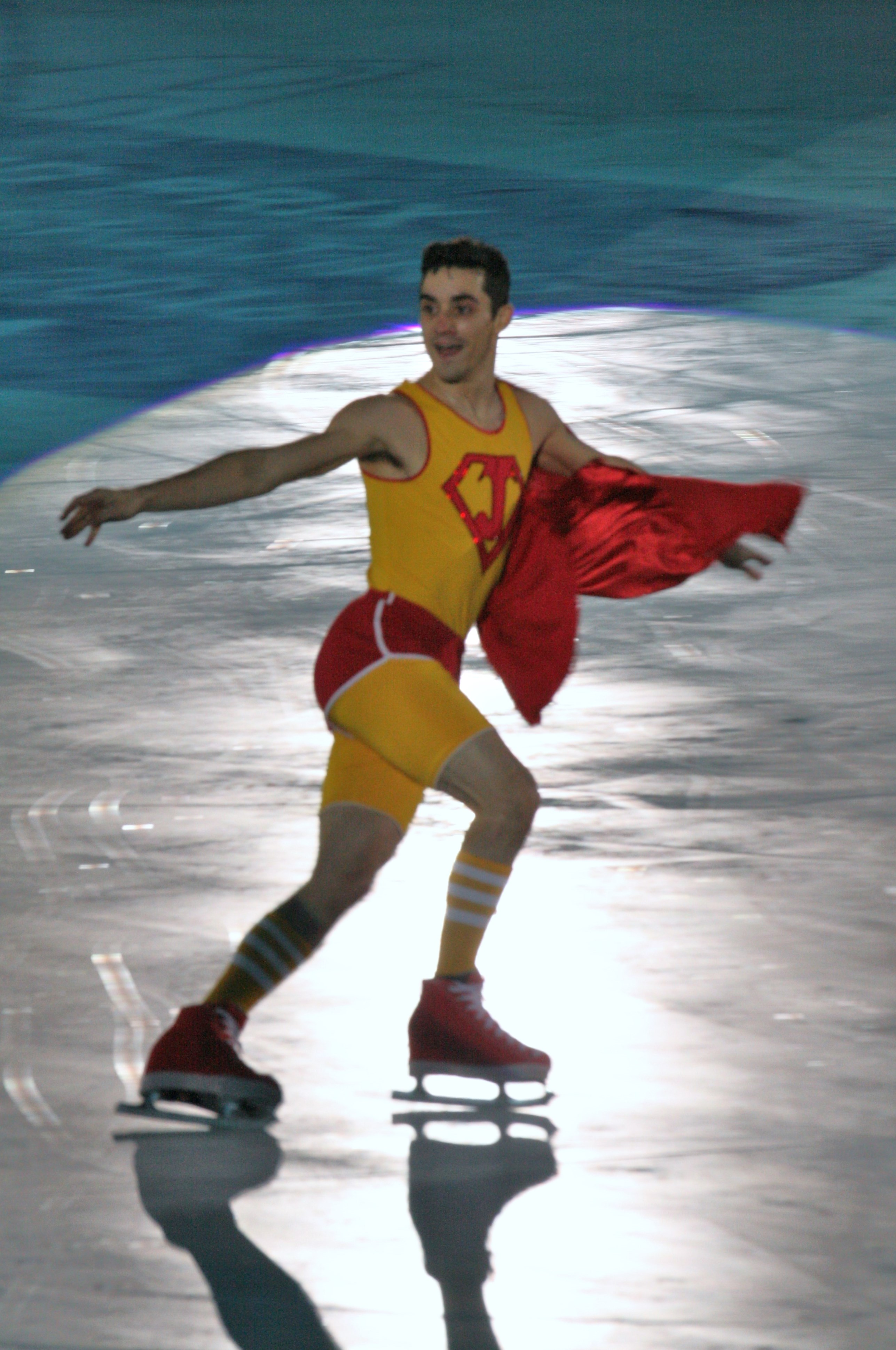
Fernández als „Super-Javi“ beim Schaulaufen

Zum Auftakt der nacholympischen Saison belegte Fernández im Rahmen der Grand-Prix-Serie den zweiten Platz bei Skate Canada und gewann zum ersten Mal in seiner Karriere beim Cup of Russia. Durch diese Erfolge qualifizierte er sich zum dritten Mal in seiner Karriere für das Grand-Prix-Finale, das in Barcelona und damit zum ersten Mal auf spanischem Boden stattfinden sollte. Dort arbeitete sich Fernández vom fünften Rang im Kurzprogramm durch die zweitbeste Kür der Konkurrenz schlussendlich noch auf den Silberrang vor.

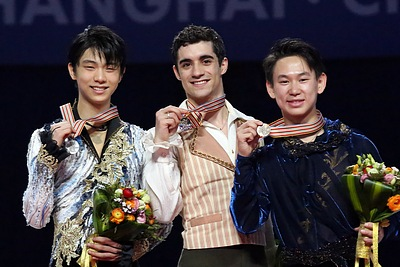
Fernández auf dem Podium der WM 2015 neben Yuzuru Hanyū und Denis Ten

Bei den Europameisterschaften in Stockholm wurde Fernández trotz einiger Fehler souverän zum dritten Mal hintereinander Europameister. Drei Titel in Folge bei Europameisterschaften waren zuletzt Alexander Fadejew im Jahr 1989 gelungen.
Am 28. März 2015 wurde Javier Fernández in Shanghai als erster Spanier in der Geschichte Weltmeister im Eiskunstlauf. Nach dem Kurzprogramm hatte er noch knapp drei Punkte hinter seinem Trainingspartner und Titelverteidiger Yuzuru Hanyū gelegen, obwohl dieser im Gegensatz zu Fernández einen Fall hatte hinnehmen müssen. In der Kür startete der Japaner mit zwei misslungenen Sprüngen und ließ damit die Tür zum WM-Titel für den auf ihn folgenden Spanier offen. Dieser blieb zwar auch nicht fehlerfrei, hielt jedoch den Schaden in Grenzen und nutzte letztendlich seine Chance und wurde mit knapp drei Punkten Vorsprung auf Hanyū Weltmeister.

### Saison 2015/2016
Im Herbst 2015 gelang es Fernández zum ersten Mal in seiner Karriere beide seiner Grand-Prix-Auftritte zu gewinnen. So siegte er erst bei seiner ersten Teilnahme am Cup of China überhaupt, bevor er wie bereits im Vorjahr auch den Cup of Russia für sich entscheiden konnte. Er qualifizierte sich damit souverän zum vierten Mal für das erneut in Spanien stattfindende Grand-Prix-Finale. Dort erreichte er in seiner Kür, die mit drei Vierfachsprüngen versehen war, als zweiter Eiskunstläufer nach Yuzuru Hanyū die 200-Punkte-Marke, indem er eine persönliche Punktebestleistung von 201,43 Punkten ablieferte. Er beendete das Grand-Prix-Finale, wie schon im Vorjahr, auf dem Silberrang hinter dem Weltrekord laufenden Japaner.

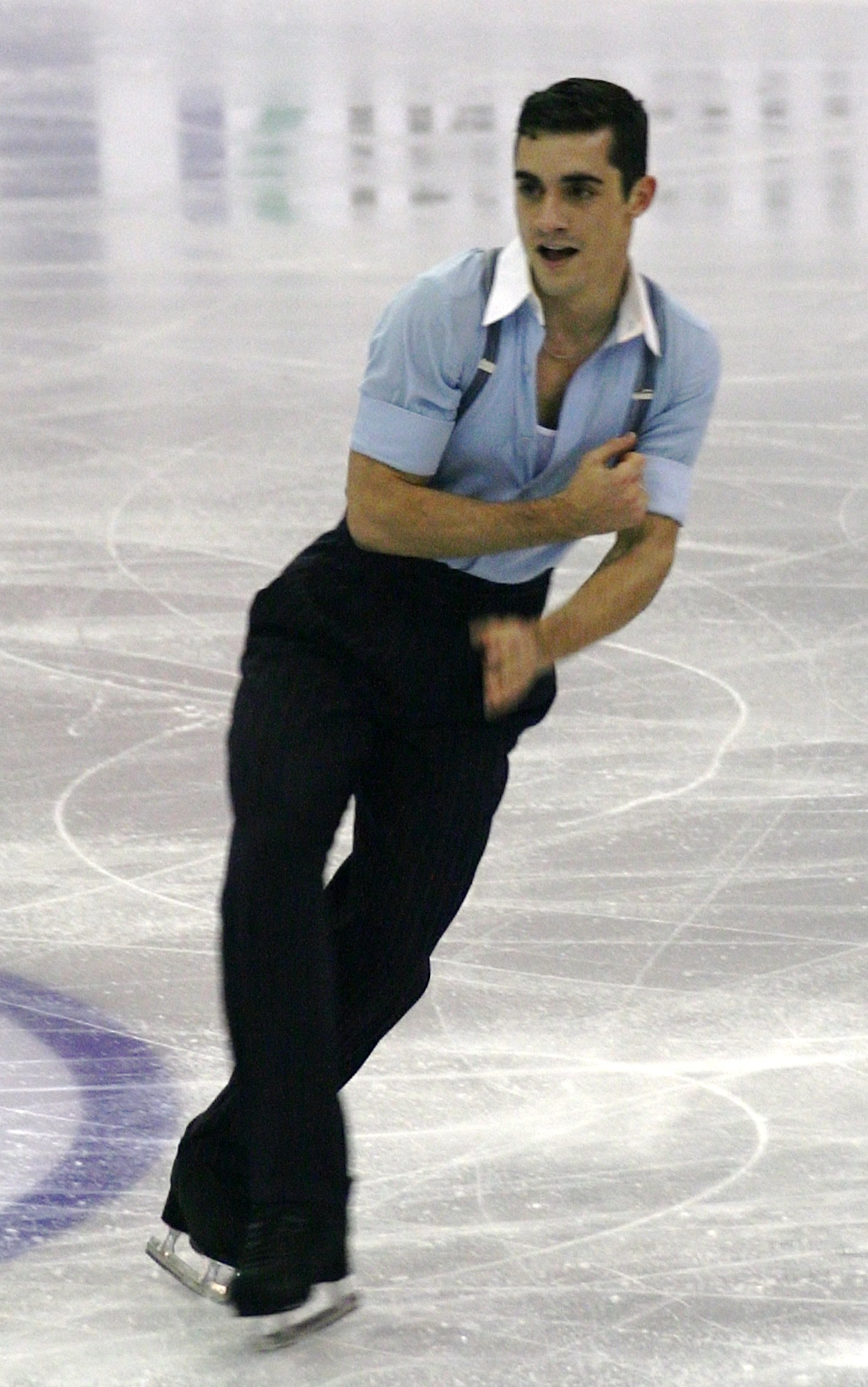
Fernández beim Grand-Prix-Finale 2015

Zum Abschluss des Jahres wurde Fernández zum sechsten Mal spanischer Meister. Er zeigte dabei zum ersten Mal zwei Vierfachsprünge (eine Vierfach-Toeloop-Dreifach-Toeloop-Kombination sowie einen vierfachen Salchow) in seinem Kurzprogramm. Die Erhöhung der technischen Schwierigkeit seines Programms war eine Reaktion auf die Weltrekordleistung seines Trainingspartners Hanyū beim Grand-Prix-Finale.
Bei den Europameisterschaften in Bratislava bestätigte der Spanier die neue Errungenschaft und landete im Kurzprogramm beide Vierfachsprünge erfolgreich auf internationaler Bühne. Dies bedeutete einen neuen persönlichen Punkterekord von 102,54 Punkten. Fernández wurde damit der zweite Eiskunstläufer nach Yuzuru Hanyū, der die 100-Punkte-Marke im Kurzprogramm übertreffen konnte. Nach einer Kür, die ihm trotz einiger Fehler über 200 Punkte einbrachte, erzielte er eine neue persönliche Bestleistung in der Gesamtpunktzahl von 302,77 Punkten und erreichte damit als zweiter Eiskunstläufer nach Hanyū auch die 300-Punkte-Marke in der Gesamtpunktzahl. Fernández sicherte sich damit den EM-Titel mit einem Vorsprung von über 60 Punkten vor dem Zweitplatzierten, einem noch nie dagewesenen Vorsprung bei Europameisterschaften. Es war der vierte EM-Titel in Folge für Fernández. Dies war zuletzt dem in Bratislava geborenen Ondrej Nepela im Jahr 1972 gelungen.
Bei den Weltmeisterschaften in Boston stürzte Fernández im Kurzprogramm beim vierfachen Salchow und handelte sich insgesamt über zwölf Punkte Rückstand auf seinen Trainingsgefährten Yuzuru Hanyū ein. Hanyū unterliefen in seiner Kür jedoch ungewohnt viele Fehler, sodass der sicher geglaubte Titel noch nicht in trockenen Tüchern war. Allerdings erreichte der Japaner dennoch starke 295 Punkte aufgrund seiner hohen Programmkomponenten (PC). Fernández benötigte daher zur Titelverteidigung einen persönlichen Punkterekord in der Kür und durfte sich keine Fehler erlauben. Er eröffnete seine Kür zu Guys and Dolls, gesungen von Frank Sinatra, mit einem tadellosen vierfachen Toeloop, der bei den Punktrichtern durchweg mit der Höchstnote von +3 GOE (Ausführungsgrad) bewertet wurde. Danach zeigte er eine fast maximal bewertete Vierfach-Salchow-Dreifach-Toeloop-Kombination, mit einem Basiswert von 14,80 Punkten. Auch bei den folgenden Sprungelementen wie der Dreifach-Axel-Doppel-Toeloop-Kombination, dem maximal bewerteten vierfachen Salchow, der Dreifach-Flip-Einfach-Rittberger-Dreifach-Salchow-Kombination, dem dreifachen Axel, dreifachen Lutz und dreifachen Rittberger zeigte der Spanier keine Fehler und bekam keinerlei negative Bewertungen in der Ausführung. Insgesamt belief sich seine Punktzahl für die technischen Elemente (TES) auf 118,05 Punkte. Dazu kamen 98,36 Punkte für die Programmkomponenten, die höchsten des Abends. Fernández verbesserte damit seinen persönlichen Punkterekord in der Kür um 15 Punkte auf 216,41 Punkte und seinen persönlichen Punkterekord in der Gesamtleistung um 12 Punkte auf 314,93 Punkte. Er wandelte somit die 12 Punkte Rückstand auf Hanyū aus dem Kurzprogramm in einen Vorsprung von fast 20 Punkten um und verteidigte überraschend seinen WM-Titel aus dem Vorjahr. Es war das erste Mal, dass ein Eiskunstläufer bei Weltmeisterschaften die 300-Punkte-Marke erreichte. Dabei hatte Fernández am Tag der Kür aufgrund einer Fersenentzündung kaum trainieren können.
Am 19. April 2016 bekam Javier Fernández vom spanischen Ministerpräsidenten Mariano Rajoy den Königlichen Orden für Sportliche Verdienste (Real Orden del Mérito Deportivo) überreicht.

### Saison 2016/2017
In die Saison 2016/17 startete Fernández mit dem dritten Sieg in Folge beim Cup of Russia. Dabei gelang es ihm mit seiner Kür zu einem Medley von Elvis Presley den sieben Punkte vor ihm liegenden Japaner Shōma Uno abzufangen.

Fernández’ zweiter Grand-Prix-Auftritt war erstmals seit sieben Jahren die Trophée Eric Bompard. Der Spanier gewann diese zum ersten Mal. Damit gelang es ihm wie bereits in der Vorsaison beide seiner Grand Prix siegreich zu beenden.
Im Grand-Prix-Finale hatte Fernández nach dem Kurzprogramm noch auf dem dritten Rang gelegen, die für seine Verhältnisse eher enttäuschend verlaufende Kür sorgte jedoch dafür, dass er am Ende als Vierter das Podium verfehlte. Lediglich eine Woche später konnte er bei den spanischen Meisterschaften seinen Titel verteidigen.

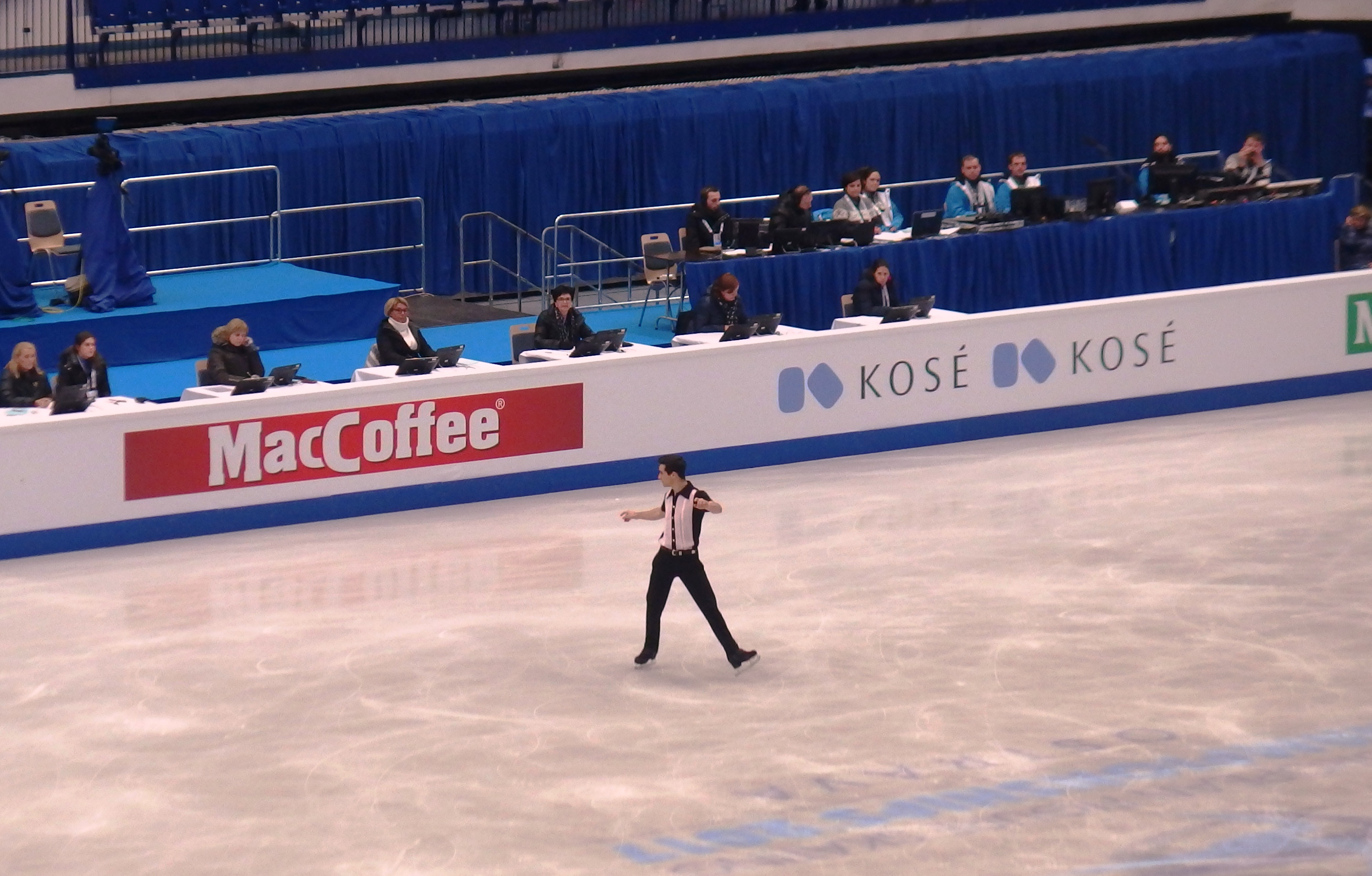
Fernández während seiner Elvis-Kür bei den Europameisterschaften in Ostrava

Die Europameisterschaften in Ostrava beendete Fernández zum fünften Mal in Folge als Europameister. Dies war 1973 zuletzt Ondrej Nepela gelungen und sonst nur noch Karl Schäfer. Dabei stellte der Spanier im Kurzprogramm mit 104,25 Punkten eine neue persönliche Bestleistung auf. In der Kür stürzte er bei seinem zweiten vierfachen Salchow und verletzte sich an Hüfte und Rippe. Dennoch gewann er auch dieses Segment und hatte in der Endabrechnung einen Vorsprung von über 28 Punkten auf den Russen Maxim Kowtun.
Die Weltmeisterschaften in Helsinki begannen für die Herren mit dem technisch hochwertigsten Kurzprogramm der Eiskunstlaufgeschichte. So wurden insgesamt 27 vierfache Sprünge versucht, wobei sieben Herren je zwei Vierfachsprünge zeigten. Nachdem bereits sieben Läufer die 90-Punkte-Marke übertroffen hatten, gelang Javier Fernández mit einer fehlerfreien und mitreißenden Darbietung seines Malagueña-Programms, bestehend aus einer Vierfach-Toeloop-Dreifach-Toeloop-Kombination, einem vierfachen Salchow und einem dreifachen Axel, eine persönliche Bestleistung von 109,05 Punkten. Das Publikum begleitete die spanischen Schrittsequenzen mit Applaus. Fernández gab nach dem Kurzprogramm zu, durch die sprungstarke Konkurrenz viel Druck verspürt zu haben. Auch in der Kür wurde das hohe Wettbewerbsniveau beibehalten. So übertrafen drei Läufer die 200-Punkte-Marke. Nachdem Yuzuru Hanyū als Startläufer der letzten Gruppe einen neuen Punkteweltrekord aufgestellt hatte und auch sein Landsmann Shōma Uno mit seiner Kür auf eine Gesamtpunktzahl gekommen war, die Fernández noch nie erreicht hatte, begann der spanische Titelverteidiger seine Elvis-Kür vielversprechend mit einem makellosen vierfachen Toeloop sowie einer Vierfach-Salchow-Dreifach-Toeloop-Kombination und einer Dreifach-Axel-Doppel-Toeloop-Kombination. Danach stürzte er jedoch beim vierfachen Salchow und verlor den Faden. So gelang ihm nur ein doppelter anstatt eines geplanten dreifachen Flips als Einstieg in seine dritte Kombination und er musste aus dem dreifachen Rittberger aussteigen. Am Ende verfehlte Fernández damit nach vier Jahren in Folge erstmals wieder das Podium trotz einer Punktzahl von über 300 knapp gegenüber dem sprungtechnisch starken und fehlerfreien Jin Boyang. Es war das erste Mal seit seinem WM-Debüt 2007, dass sich Fernández platzierungsmäßig verschlechterte. Als möglichen Grund gab er an, durch die Informationen über die Kürergebnisse der anderen vielleicht nicht hundertprozentig konzentriert gewesen zu sein.

### Saison 2017/2018
Die olympische Saison 2017/18 begann Fernández schon früher als gewohnt mit einem Sieg beim kanadischen Autumn Classic International Ende September. Mit seinem neuen Kurzprogramm zu Modern Times von Charlie Chaplin und seinem neuen Kürprogramm zu Man of La Mancha von Joe Darion und Mitch Leigh, die beide von David Wilson choreografiert wurden, gelang es ihm, Yuzuru Hanyū, der einen neuen Punkteweltrekord im Kurzprogramm aufgestellt hatte, auf den zweiten Platz zu verweisen. Fernández erhöhte trotz des grassierenden Vierfachsprungfiebers seine gewohnte Anzahl von Vierfachsprüngen nicht und blieb bei zwei Vierfachsprüngen im Kurzprogramm und drei in der Kür.

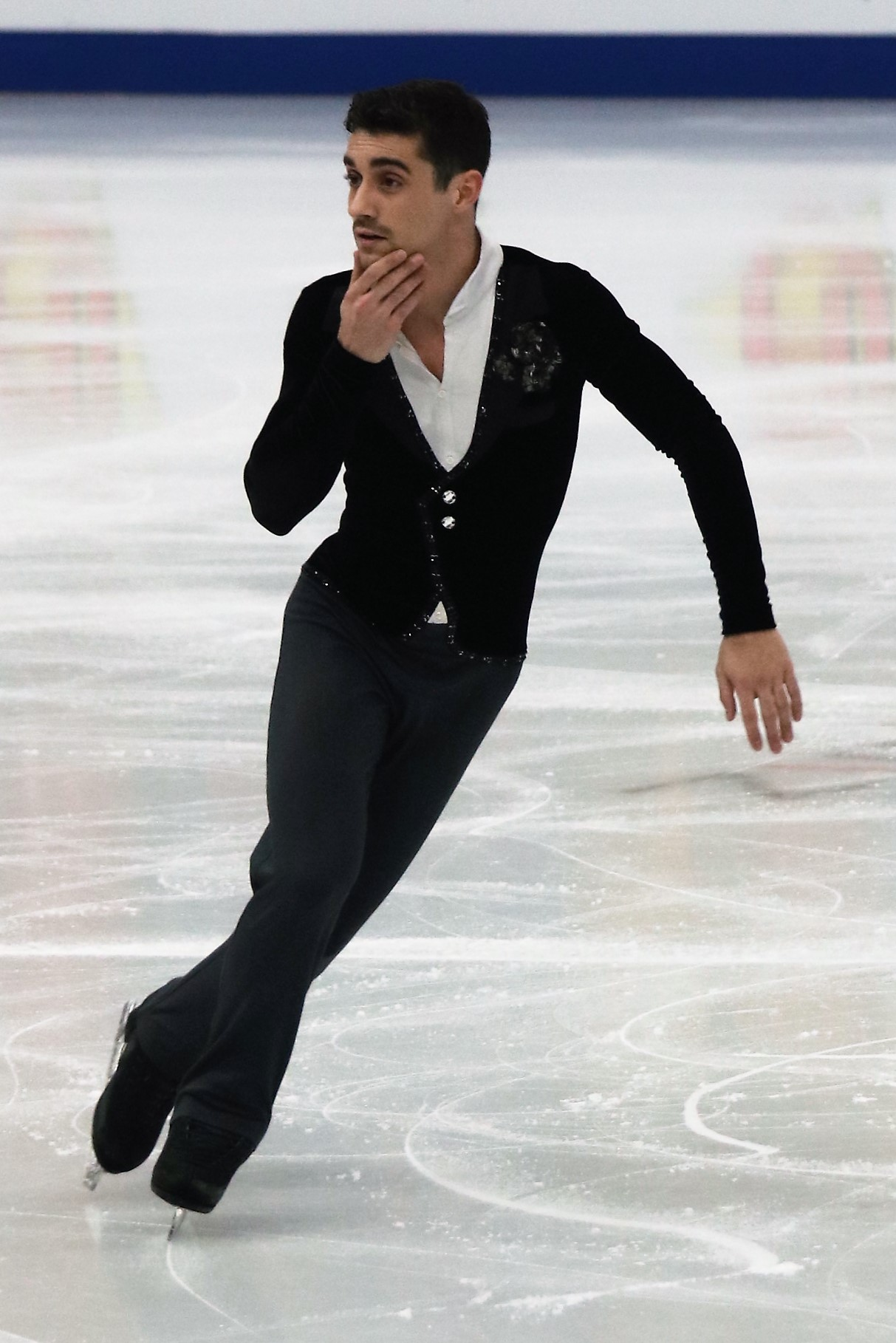
Fernández während seines Kurzprogramms bei den Europameisterschaften in Moskau

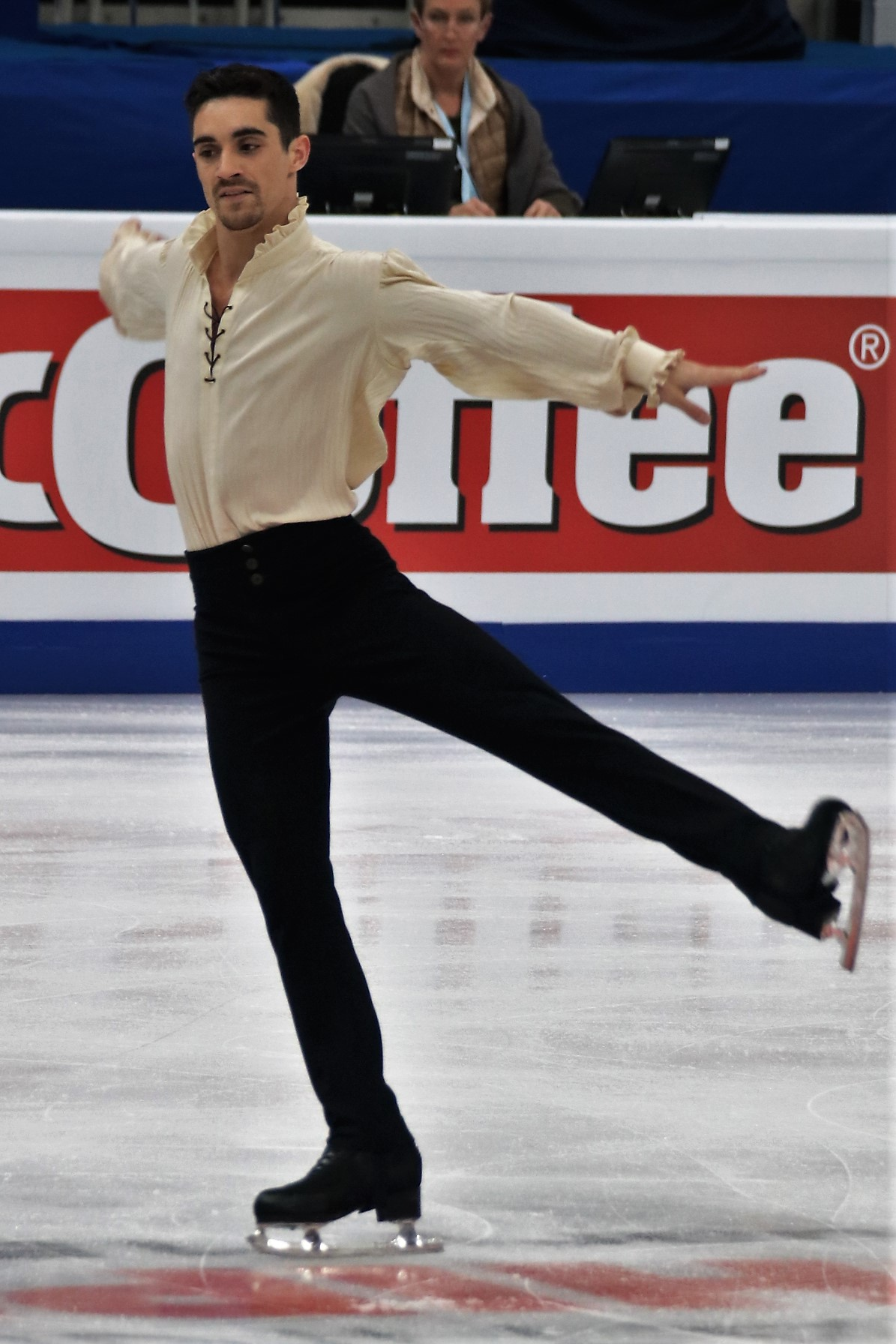
Fernández während seiner Kür bei den Europameisterschaften in Moskau

Fernández’ erster Grand-Prix-Auftritt verlief allerdings nicht nach Plan. Beim Cup of China unterliefen ihm zahlreiche Fehler, vor allem in der Kür. Am Ende reichte es lediglich zum sechsten Platz, womit er früh die Qualifikation zum Grand-Prix-Finale verfehlte. Laut Berichten hatte Fernández während des Wettbewerbs unter Magenproblemen gelitten.

Bei seinem zweiten Grand-Prix-Wettbewerb, der Trophée Eric Bompard, erwischte der Spanier einen guten Start. Mit über 107 Punkten blieb er nur knapp unter seiner persönlichen Bestleistung. In der Kür fiel er jedoch beim vierfachen Salchow und dreifachen Axel. Dennoch reichte es zum Sieg vor Shōma Uno.
Bei den Europameisterschaften in Moskau gewann Fernández seinen sechsten Titel in Folge und zog damit nach EM-Titeln mit Willy Böckl gleich, der im Zeitraum von 1922 bis 1928 auch sechsmal Europameister geworden war.
Bei seinen dritten Olympischen Spielen wollte Fernández in Pyeongchang unbedingt die langersehnte Olympiamedaille gewinnen. Er begann dieses Vorhaben mit einem fehlerlosen Modern-Times-Kurzprogramm. Dabei zeigte er eine Vierfach-Dreifach-Toeloop-Kombination sowie als Einzelsprünge einen vierfachen Salchow und einen dreifachen Axel. Alle zusätzlichen Elemente bekamen mit Level 4 den höchstmöglichen Schwierigkeitsgrad zugewiesen. In den Programmkomponenten vergaben die Punktrichter neunmal die Höchstnote 10,0. Die Punktzahl von 107, 58 Punkten reichte für den zweiten Rang hinter seinem Trainingspartner und dem amtierenden Olympiasieger Yuzuru Hanyū.
Auch in seiner Kür zum Mann von La Mancha zeigte der Spanier eine gute Leistung. So landete er erfolgreich einen vierfachen Toeloop, einen vierfachen Salchow in Kombination, zwei dreifache Axel und fünf weitere Dreifachsprünge. Viermal bekam er in den Programmkomponenten die Höchstnote 10,0. Sein einziger signifikanter Fehler war die Dopplung eines geplanten vierfachen Salchows. Am Ende reichte es mit 197,66 Punkten zur viertbesten Kür. Mit insgesamt 305,24 Punkten musste er, nicht ganz unumstritten, noch den Japaner Shōma Uno an sich vorbeiziehen lassen, sodass Fernández am Ende mit Bronze die erhoffte Olympiamedaille – die erste für Spanien im Eiskunstlauf – gewann. Er kommentierte dies folgendermaßen: „Ich habe endlich die Medaille, die ich immer wollte. Ich bin stolz, dass ich sie mit nach Hause nehmen und mit den Menschen teilen kann. Es bedeutet mir viel. Für mein Land, so hoffe ich, bedeutet es auch eine Menge. Ich weiß, dass es meiner Familie viel bedeutet; sie haben so viel investiert, viel Geld und so viel Zeit. Wie auch ich. Ich bin mir sicher, sie sind genauso glücklich wie ich.“
Beim olympischen Schaulaufen begeisterte Fernández das Publikum einmal mehr als „Super-Javi“ mit seinem Aerobic-Class-Programm, bestehend aus Flashdance-Parodien zu entsprechender 80er-Jahre-Musik.
Nach den Olympischen Winterspielen bestätigte Fernández nach elf Weltmeisterschaftsteilnahmen in Folge seine Nichtteilnahme an den Weltmeisterschaften 2018 in Mailand. Als Grund hierfür nannte er seine Zufriedenheit mit dem Gewinn der olympischen Bronzemedaille und diese als guten Zeitpunkt zur Beendigung der Saison. Er verkündete auch, seine Wohnung in Toronto aufgeben und nach neun Jahren nach Madrid zurückkehren zu wollen. Weiterhin gab er an, keine ganze Saison mehr laufen zu wollen, sondern höchstens noch einzelne Wettbewerbe wie die Europameisterschaften.

### Saison 2018/2019
In der unter neuem Wertungssystem gestarteten Saison 2018/19 entschied sich Fernández, nicht an der Grand-Prix-Serie teilzunehmen.
Am 28. November 2018 gab der Spanier seinen Abschied vom Wettkampfsport nach den Europameisterschaften 2019 bekannt. Diese war somit der letzte Wettbewerb seiner Karriere.
Bei den Europameisterschaften in Minsk wurde Fernández am 26. Januar 2019 bei seinem letzten Auftritt zum siebten Mal in Folge Europameister und zog damit nach EM-Titeln mit Jewgeni Pljuschtschenko gleich.
Nach dem Kurzprogramm hatte der Spanier noch auf dem dritten Rang gelegen, hinter den beiden Russen Michail Koljada und Alexander Samarin, wobei der Abstand mit fast neun Punkten zu Koljada schon erheblich war. Zu verdanken hatte Fernández dies dem als unterrotiert gewerteten vierfachen Salchow und einem Fehler beim dreifachen Axel. Auf der Pressekonferenz nach dem Kurzprogramm zeigte Fernández Unverständnis gegenüber der negativen Bewertung dieser Sprünge und seiner Leistung im Allgemeinen. In die Kür ging der Spanier als Vorletzter nach einem starken Auftritt Samarins unmittelbar bevor. Einziger größerer Fehler seiner Kür war ein verunglückter Flip in der Dreierkombination mit Euler und Dreifach-Salchow. Insgesamt zeigte er ansonsten sichere Sprünge, darunter zwei vierfache, genau so viele wie Samarin. In der technische Wertung verlor er dennoch vier Punkte auf den Russen. Durch einen Abstand von sechs Punkten zu Gunsten des Spaniers in den Programmkomponenten konnte er diese vier Punkte und den geringen Rückstand aus dem Kurzprogramm auf Samarin noch gut machen und gewann sowohl die Kür als auch den Wettbewerb mit weniger als zwei Punkten Vorsprung. Der als letzter laufende Koljada stürzte dreimal, verletzte sich an der Hand und verspielte somit noch weit mehr als nur seinen großen Vorsprung auf Fernández.

### Trainertätigkeit
Seit Ende 2020 ist Fernández als Eiskunstlauftrainer tätig und bietet Kurse für Anfänger und Fortgeschrittene an.

## Ergebnisse
| Meisterschaft/Jahr           | 2007  | 2008  | 2009  | 2010  | 2011  | 2012  | 2013  | 2014  | 2015  | 2016  | 2017  | 2018  | 2019  |
| ---------------------------- | ----- | ----- | ----- | ----- | ----- | ----- | ----- | ----- | ----- | ----- | ----- | ----- | ----- |
| Olympische Winterspiele      |       |       |       | 14.   |       |       |       | 4.    |       |       |       | 3.    |       |
| Weltmeisterschaften          | 35.   | 30.   | 19.   | 12.   | 10.   | 9.    | 3.    | 3.    | 1.    | 1.    | 4.    |       |       |
| Europameisterschaften        | 28.   | 17.   | 11.   | 8.    | 9.    | 6.    | 1.    | 1.    | 1.    | 1.    | 1.    | 1.    | 1.    |
| Spanische Meisterschaften    | 1.J   | 1.J   | 1.J   | 1.    | 2.    | 1.    | 1.    | 1.    | 1.    | 1.    | 1.    | 1.    |       |
| -                            |       |       |       |       |       |       |       |       |       |       |       |       |       |
| Grand-Prix-Wettbewerb/Saison | 06/07 | 07/08 | 08/09 | 09/10 | 10/11 | 11/12 | 12/13 | 13/14 | 14/15 | 15/16 | 16/17 | 17/18 | 18/19 |
| Grand-Prix-Finale            |       |       |       |       |       | 3.    | 4.    |       | 2.    | 2.    | 4.    |       |       |
| Skate Canada                 |       |       |       |       | 5.    | 2.    | 1.    |       | 2.    |       |       |       |       |
| Cup of Russia                |       |       |       |       | 9.    | 2.    |       | 3.    | 1.    | 1.    | 1.    |       |       |
| Trophée Eric Bompard         |       |       |       | 11.   |       |       |       |       |       |       | 1.    | 1.    |       |
| NHK Trophy                   |       |       |       |       |       |       | 4.    | 5.    |       |       |       |       |       |
| Cup of China                 |       |       |       |       |       |       |       |       |       | 1.    |       | 6.    |       |

J = Junioren

## Programme
| Saison  | Kurzprogramm | Kür | Schaulaufen |
| ------- | --- | --- | --- |

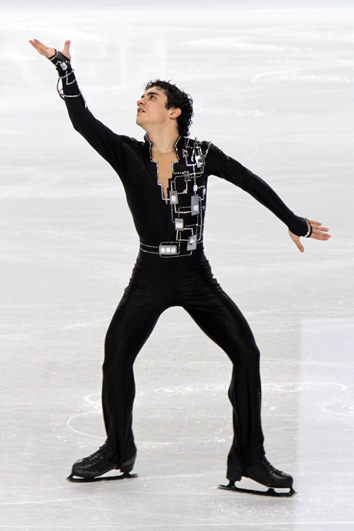
Fernández bei den Weltmeisterschaften 2010

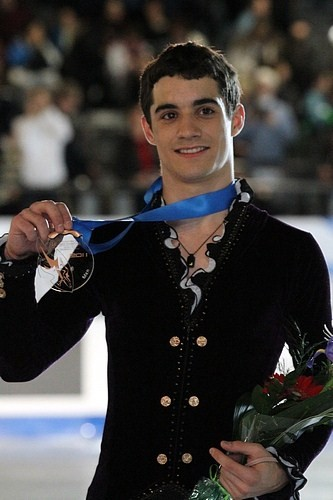
Fernández beim Grand-Prix-Finale 2011

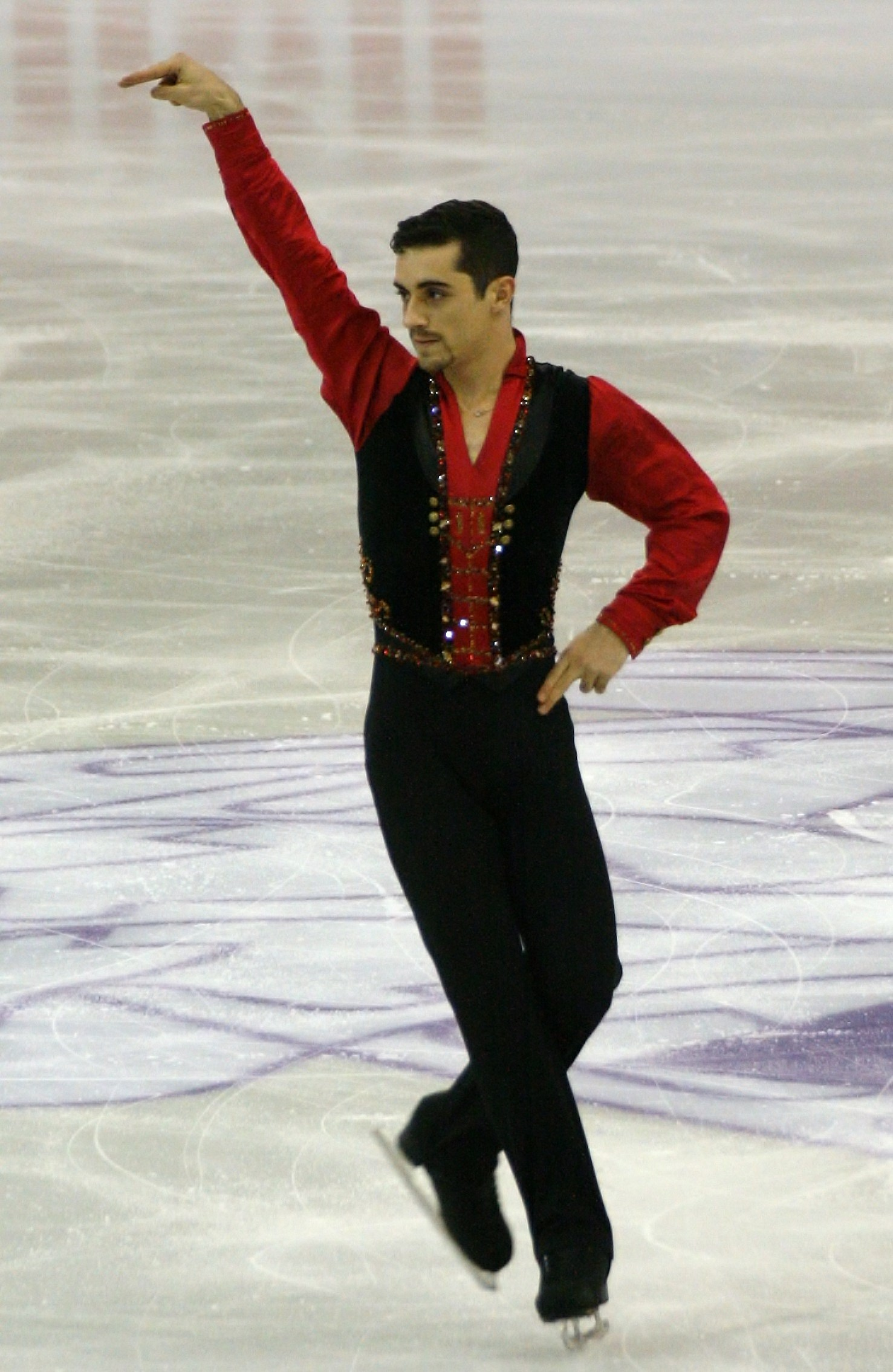
Fernández beim Grand-Prix-Finale 2015/16

| 2018/19 | - Malagueña von Ernesto Lecuona in der Version von: Paco de Lucía und Plácido Domingo choreografiert von Antonio Najarro | - Man of La Mancha von Joe Darion und Mitch Leigh choreografiert von David Wilson                           | - Prometo von Pablo Alborán choreografiert von David Wilson, Sandra Bezic |
| 2017/18 | - Modern Times von Charlie Chaplin choreografiert von David Wilson                                                       | - Man of La Mancha von Joe Darion und Mitch Leigh choreografiert von David Wilson                           | - Danny Boy von Frederic Weatherly gesungen von John McDermott - Black Betty von Ram Jam - Aerobic Class choreografiert von Kurt Browning und Geoffrey Tyler                  |
| 2016/17 | - Malagueña von Ernesto Lecuona in der Version von: Paco de Lucía und Plácido Domingo choreografiert von Antonio Najarro | - Elvis-Presley-Medley choreografiert von David Wilson                                                      | - Touch of Evil von Henry Mancini choreografiert von Kurt Browning, Geoffrey Tyler - Danny Boy von Frederic Weatherly gesungen von John McDermott                             |
| 2015/16 | - Malagueña von Ernesto Lecuona in der Version von: Paco de Lucía und Plácido Domingo choreografiert von Antonio Najarro | - Guys and Dolls von Frank Loesser gesungen von Frank Sinatra choreografiert von David Wilson               | - Danny Boy von Frederic Weatherly gesungen von John McDermott - Aerobic Class choreografiert von Kurt Browning und Geoffrey Tyler - Toreador Song (Carmen) von Georges Bizet |
| 2014/15 | - Black Betty von Ram Jam                                                                                                | - Il barbiere di Siviglia - Ouvertüre - Acto Laro al Factotum - Temporale von Gioachino Rossini             | - When I Was Your Man von Bruno Mars |
| 2013/14 | - Satan Takes a Holiday von Larry Clinton                                                                                | - Peter Gunn von Henry Mancini - Harlem Nocturne von Earle Hagen                                            | - Aerobic Class choreografiert von Kurt Browning und Geoffrey Tyler |
| 2012/13 | - The Mask of Zorro von James Horner choreografiert von David Wilson                                                     | - Charlie Chaplin Medley choreografiert von David Wilson                                                    | - The Lazy Song von Bruno Mars choreografiert von Jeffrey Buttle |
| 2011/12 | - I Love Paris von The Witnesses - Petit Fleur von Rene Henri choreografiert von David Wilson                            | - La traviata - I Vespri Siciliani - Nabucco - Rigoletto von Giuseppe Verdi choreografiert von David Wilson | - La donna è mobile (aus Rigoletto) von Giuseppe Verdi choreografiert von David Wilson                                                                                        |
| 2010/11 | - Rhumba d'Amour - Nu Pogodi! (Russian cartoon)                                                                          | - Pirates of the Caribbean von Klaus Badelt, Hans Zimmer                                                    | |
| 2009/10 | - The Mexican - Mission Impossible II von Hans Zimmer                                                                    | - Pirates of the Caribbean von Klaus Badelt, Hans Zimmer                                                    | |
| 2008/09 | - Entre dos aguas von Paco de Lucía                                                                                      | - Matrix von Don Davis - Romeo and Juliet (soundtrack)                                                      | - I Like The Way (You Move) von BodyRockers |
| 2007/08 | - Requiem for a Dream von Clint Mansell                                                                                  | - The Mission von Ennio Morricone                                                                           | |
| 2006/07 | - Dragon: The Bruce Lee Story von Randy Edelman                                                                          | - El Padrino von Ennio Morricone dargeboten von Edvin Marton                                                | |

## Detaillierte Ergebnisse der wichtigsten Wettbewerbe

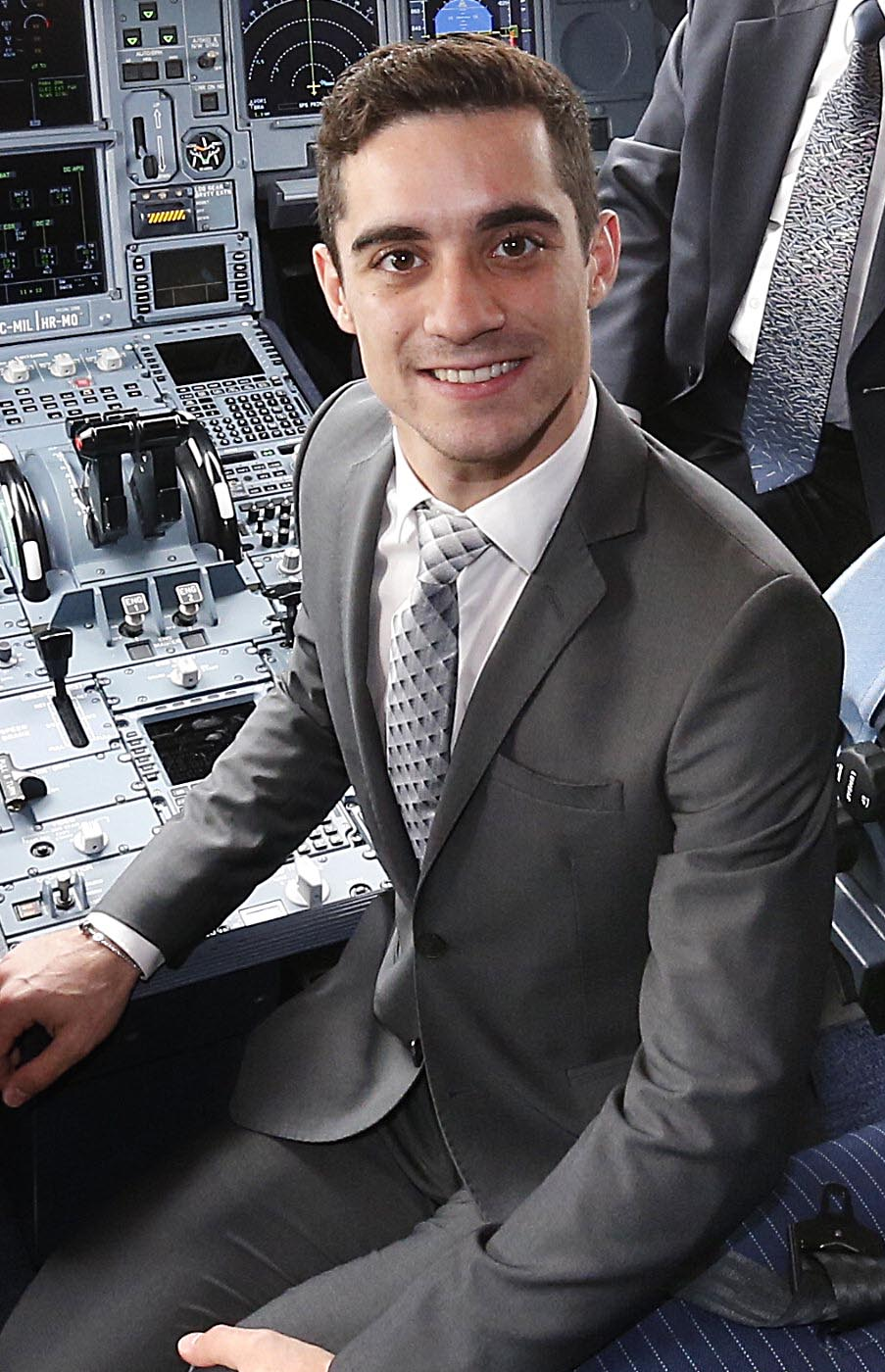
Javier Fernández, 2016

| Saison 2018/2019             | Saison 2018/2019             | Saison 2018/2019 | Saison 2018/2019 | Saison 2018/2019 |
| Datum                        | Wettbewerb                   | KP               | K                | Gesamt           |
| ---------------------------- | ---------------------------- | ---------------- | ---------------- | ---------------- |
| 21. – 27. Januar 2019        | Europameisterschaften 2019   | 3 91,84          | 1 179,75         | 1 271,59         |
| Saison 2017/2018             |                              |                  |                  |                  |
| Datum                        | Wettbewerb                   | KP               | K                | Gesamt           |
| 16. – 17. Februar 2018       | Olympische Winterspiele 2018 | 2 107,58         | 4 197,66         | 3 305,24         |
| 15. – 21. Januar 2018        | Europameisterschaften 2018   | 1 103,82         | 1 191,73         | 1 295,55         |
| Saison 2016/2017             |                              |                  |                  |                  |
| Datum                        | Wettbewerb                   | KP               | K                | Gesamt           |
| 29. März – 2. April 2017     | Weltmeisterschaften 2017     | 1 109,05         | 6 192,14         | 4 301,19         |
| 25. – 29. Januar 2017        | Europameisterschaften 2017   | 1 104,25         | 1 190,59         | 1 294,84         |
| 8. – 11. Dezember 2016       | Grand-Prix-Finale 2016/17    | 3 91,76          | 4 177,01         | 4 268,77         |
| Saison 2015/2016             |                              |                  |                  |                  |
| Datum                        | Wettbewerb                   | KP               | K                | Gesamt           |
| 28. März – 3. April 2016     | Weltmeisterschaften 2016     | 2 98,52          | 1 216,41         | 1 314,93         |
| 27. – 31. Januar 2016        | Europameisterschaften 2016   | 1 102,54         | 1 200,23         | 1 302,77         |
| 10. – 13. Dezember 2015      | Grand-Prix-Finale 2015/16    | 2 91,52          | 2 201,43         | 2 292,95         |
| Saison 2014/2015             |                              |                  |                  |                  |
| Datum                        | Wettbewerb                   | KP               | K                | Gesamt           |
| 23. – 29. März 2015          | Weltmeisterschaften 2015     | 2 92,74          | 2 181,16         | 1 273,90         |
| 26. Januar – 1. Februar 2015 | Europameisterschaften 2015   | 1 89,24          | 1 173,25         | 1 262,49         |
| 11. – 14. Dezember 2014      | Grand-Prix-Finale 2014/15    | 5 79,18          | 2 174,72         | 2 253,90         |
| Saison 2013/2014             |                              |                  |                  |                  |
| Datum                        | Wettbewerb                   | KP               | K                | Gesamt           |
| 26. – 29. März 2014          | Weltmeisterschaften 2014     | 2 96,42          | 3 179,51         | 3 275,93         |
| 13. – 14. Februar 2014       | Olympische Winterspiele 2014 | 3 86,98          | 5 166,94         | 4 253,92         |
| 13. – 19. Januar 2014        | Europameisterschaften 2014   | 1 91,56          | 1 175,55         | 1 267,11         |
| Saison 2012/2013             |                              |                  |                  |                  |
| Datum                        | Wettbewerb                   | KP               | K                | Gesamt           |
| 10. – 17. März 2013          | Weltmeisterschaften 2013     | 7 80,76          | 4 168,30         | 3 249,06         |
| 23. – 27. Januar 2013        | Europameisterschaften 2013   | 2 88,80          | 1 186,07         | 1 274,87         |
| 6. – 9. Dezember 2012        | Grand-Prix-Finale 2012/13    | 5 80,19          | 1 178,43         | 4 258,62         |
| Saison 2011/2012             |                              |                  |                  |                  |
| Datum                        | Wettbewerb                   | KP               | K                | Gesamt           |
| 26. März – 1. April 2012     | Weltmeisterschaften 2012     | 5 81,87          | 14 144,00        | 9 225,87         |
| 7. – 12. Februar 2012        | Europameisterschaften 2012   | 4 80,1           | 7 142,15         | 6 222,26         |
| 8. – 11. Dezember 2011       | Grand-Prix-Finale 2011/12    | 3 81,26          | 4 166,29         | 3 247,55         |
| Saison 2010/2011             |                              |                  |                  |                  |
| Datum                        | Wettbewerb                   | KP               | K                | Gesamt           |
| 24. April – 1. Mai 2011      | Weltmeisterschaften 2011     | 14 69,16         | 10 149,10        | 10 218,26        |
| 24. – 30. Januar 2011        | Europameisterschaften 2011   | 11 60,48         | 7 139,17         | 9 199,65         |
| Saison 2009/2010             |                              |                  |                  |                  |
| Datum                        | Wettbewerb                   | KP               | K                | Gesamt           |
| 22. – 28. März 2010          | Weltmeisterschaften 2010     | 13 71,65         | 10 144,01        | 12 215,66        |
| 14. – 27. Februar 2010       | Olympische Winterspiele 2010 | 16 68,69         | 10 137,99        | 14 206,68        |
| 18. – 24. Januar 2010        | Europameisterschaften 2010   | 13 66,50         | 6 138,33         | 8 204,83         |
| Saison 2008/2009             |                              |                  |                  |                  |
| Datum                        | Wettbewerb                   | KP               | K                | Gesamt           |
| 24. – 28. März 2009          | Weltmeisterschaften 2009     | 20 63,75         | 19 119,80        | 19 183,55        |
| 20. – 24. Januar 2009        | Europameisterschaften 2009   | 12 65,75         | 11 117,16        | 11 182,91        |
| Saison 2007/2008             |                              |                  |                  |                  |
| Datum                        | Wettbewerb                   | KP               | K                | Gesamt           |
| 17. – 23. März 2008          | Weltmeisterschaften 2008     | 30 47,87         | –                | –                |
| 22. – 27. Januar 2008        | Europameisterschaften 2008   | 16 51,94         | 17 102,16        | 17 154,10        |
| Saison 2006/2007             |                              |                  |                  |                  |
| Datum                        | Wettbewerb                   | KP               | K                | Gesamt           |
| 19. – 25. März 2007          | Weltmeisterschaften 2007     | 35 41,57         | NQ               | –                |
| 22. – 28. Januar 2007        | Europameisterschaften 2007   | 28 41,73         | NQ               | –                |

- KP = Kurzprogramm; K = Kür / NQ = nicht qualifiziert / Fettdruck = Persönliche Bestleistung